# Urho, Karamay
Urho, även känt som Orqu, är ett stadsdistrikt i Karamays stad på prefekturnivå i Xinjiang-regionen i nordvästra Kina. Det ligger omkring 290 kilometer nordväst om regionhuvudstaden Ürümqi. 